# Piero Brolis
Piero Brolis (Bergamo, 10 ottobre 1920 – Bergamo, 14 giugno 1978) è stato uno scultore italiano.

## Biografia
Pietro Giuseppe, in arte Piero, nacque a Bergamo il 10 ottobre 1920, figlio di Cesare Brolis e di Giuseppina Longhi.

Nel biennio 1933-1934 frequentò il corso di decorazione alla Scuola d'arte Andrea Fantoni di Bergamo . Si iscrisse quindi al corso di scultura all'Accademia Carrara di Bergamo dove ottenne la licenza nel 1939. Fu allievo del pittore Contardo Barbieri e dello scultore Gianni Remuzzi, del quale frequentò pure, per diversi anni, lo studio.

Nel 1941 fu chiamato alle armi nell'Aeronautica in qualità di aiuto motorista. Sul fronte Mediterraneo ottenne la croce al valor militare. Nel luglio 1942, durante una breve licenza-premio, conseguì il diploma di maturità artistica a Milano presso il liceo artistico di Brera. Nel dicembre dello stesso anno, sposò Francesca Petténi (1918 - 2020), figlia di Giuliano (1894 - 1930), poeta e scrittore, dalla quale ebbe tre figli Pierfranco, Gabriella e Silvia. Nel maggio del 1943 fu fatto prigioniero in Africa dagli anglo-statunitensi e trasferito negli Stati Uniti. Nei campi di prigionia gli fu tuttavia consentito di svolgere attività artistiche di vario tipo destando l'interesse della stampa locale.

Rimpatriato nel gennaio del 1946 insegnò il disegno nelle scuole statali fino al 1971. Nel contempo si dedicò alla scultura, alla grafica, alla pittura e alla medaglistica. Prese parte a concorsi locali e nazionali, nonché a mostre collettive locali, nazionali ed internazionali, ottenendo premi e riconoscimenti.

Dal 1949 al 1959 collaborò con lo scultore Arrigo Minerbi con il quale realizzò numerose opere.

Dal 1961 al 1971 si dedicò alla sua opera maggiore, la monumentale Via Crucis di bronzo, commissionatagli per il Tempio di Ognissanti del Cimitero di Bergamo, unica nel suo genere per dimensione e concezione.

Oltre all'attività preminente in campo pubblico e monumentale, lavorò volentieri a soggetti liberi per diletto personale o a soggetti legati alle grandi problematiche del mondo contemporaneo. Disegnò intensamente dando la misura più esatta e più spontaneamente libera delle sue capacità creative, fissando sovente con tratti incisivi e vibranti gli studi preparatori delle opere che andava poi man mano realizzando in marmo o in bronzo.

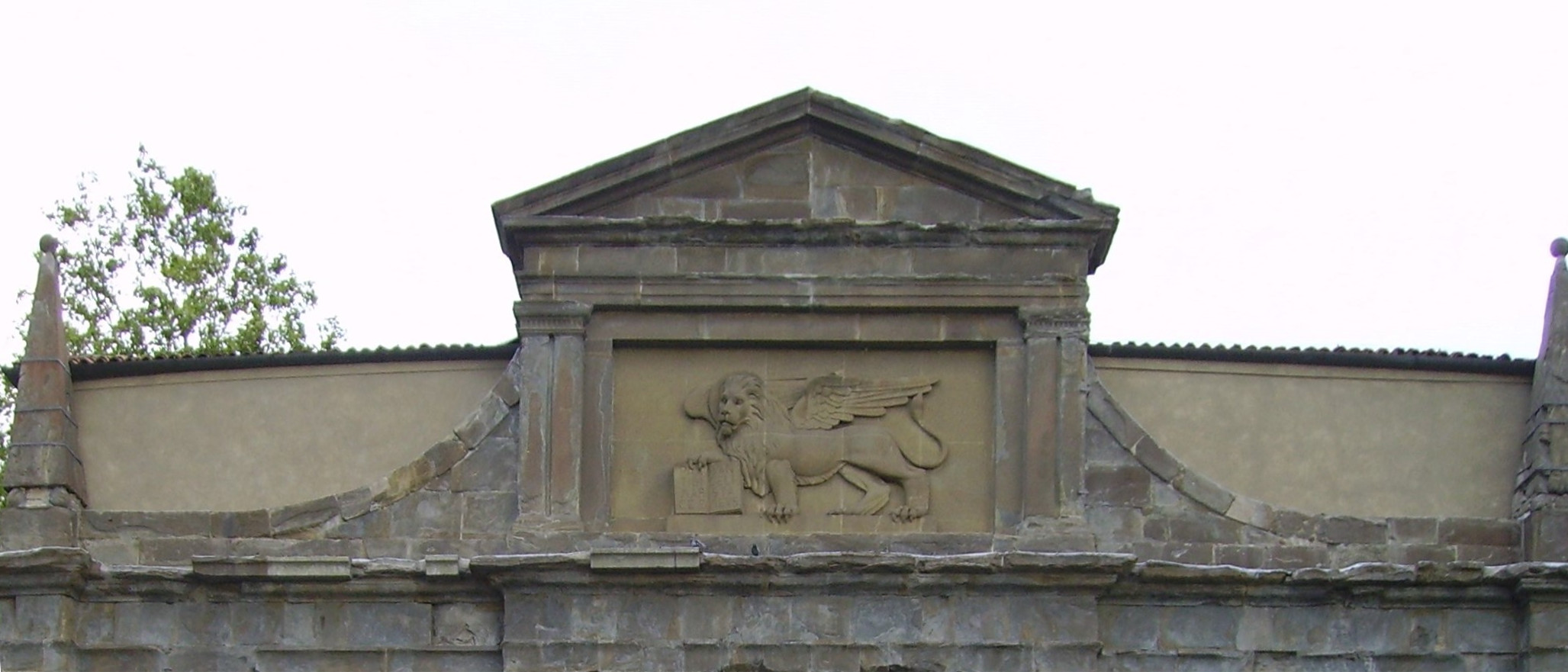
Particolare Porta Sant'Agostino, Bergamo

A lui si deve la realizzazione del leone alato per le porte di Sant'Agostino e San Giacomo nel 1958 che erano state sostituite durante l'Impero austro-ungarico con lo Stemma imperiale asburgico.

Sue opere sono presso musei, enti e istituzioni italiani e stranieri.

Fu membro dell'Ateneo di scienze lettere ed arti di Bergamo, del Circolo Artistico Bergamasco, della Famiglia Artistica Milanese, del Rotary Club di Bergamo, della Società permanente di belle arti di Milano, dell'Unione cattolica artisti italiani (UCAI).

Morì a Bergamo per aneurisma il 14 giugno 1978.

## Opere principali
- Autoritratto, 1937, marmo botticino, Galleria degli Uffizi - Corridoio vasariano, Firenze
- Giuliano Donati Petténi, 1939, busto in terracotta, Ateneo di Scienze Lettere ed Arti di Bergamo
- Franca, 1946, testa in cera, Galleria d'Arte moderna e contemporanea di Palazzo Pitti a Firenze
- Le Superstiti, 1946, pietra artificiale, tuttotondo, Accademia di belle arti Tadini a Lovere
- Il Minatore, 1946, bronzo, tuttotondo, Cave del Predil a Tarvisio (Udine)
- Maternità, 1947, marmo bianco di Carrara, Milano, Civiche Raccolte d'Arte – Scuola d'Infanzia di Via Palermo già Nido Valdani
- Deposizione, 1948, cera, altorilievo, Procivitate Cristiana di Assisi, Galleria d'Arte Contemporanea Archiviato il 12 marzo 2007 in Internet Archive.
- Pietà, 1948, marmo bianco statuario di Carrara, tuttotondo, Tomba Gagliardi nel Cimitero Civico di Bergamo
- Candelabro per il cero pasquale (con Arrigo Minerbi), 1952, bronzo, altorilievo, Basilica di Santa Giustina a Padova
- Pietà per il Tempio Votivo di Bergamo, 1953, marmo bianco statuario di Carrara, tuttotondo
- Il Disperso in Russia, 1954, pietra di Sarnico, tuttotondo, Museo storico italiano della guerra di Rovereto
- Ungheria '56, 1956, bronzo, tuttotondo, Collezione Civica d'Arte di Pinerolo
- Nuovo ed antico testamento, 1956, marmo botticino, tuttotondo, Tomba Moretti nel Cimitero di Pavia
- Porta centrale della Basilica di Rapallo (con Arrigo Minerbi), 1957, bronzo, altorilievo
- Pulpito in  marmo per Chiesa di Santa Maria di Lourdes di Milano (con Arrigo Minerbi), 1957-1958
- Monumento ai Caduti di Redona (1958), di Azzano San Paolo (1959), di Almè (1961), di Endenna (1970)
- Leone di San Marco per la Porta San Giacomo di Bergamo, 1958, marmo di Zandobbio, altorilievo
- Leone di San Marco per la Porta Sant'Agostino di Bergamo, 1958, pietra di Sarnico, altorilievo
- Porta della chiesa di San Marco a Bergamo, su disegno architettonico di Luigi Angelini, 1959, bronzo, altorilievo
- Via Crucis, 1961-1971, bronzo, altorilievo, Tempio di Ognissanti nel Cimitero Civico di Bergamo
- Il risveglio di Spina, 1963, pietra di Trani, tuttotondo, Museo Nazionale Archeologico di Spina, Ferrara
- Papa Giovanni orante, 1963, bronzo, tuttotondo, Biblioteca Civica Angelo Mai, Bergamo
- Porta della Chiesa Ipogea del Seminario Vescovile di Bergamo, 1967, bronzo, bassorilievo
- Il rifiuto della maternità, 1968, bronzo, tuttotondo, Accademia di belle arti Tadini, Lovere
- Monumento al Bersagliere, 1971, bronzo, tuttotondo, piazza del Risorgimento a Bergamo
- Icaro, 1971, marmo grigio di Carrara, tuttotondo, Museo Svizzero dei Trasporti e delle Comunicazioni, Lucerna
- Torso femminile, 1972, marmo rosa del Portogallo, tuttotondo, GAMeC di Bergamo
- Monaco '72, 1972, marmo grigio di Carrara, tuttotondo, Scuola di Educazione Fisica e Sportiva Natanya di Tel Aviv
- Annunciata, 1973, marmo bianco statuario di Carrara, altorilievo, Convento della Santissima Annunziata, Firenze
- Cristo Oggi, 1973, marmo bardiglio di Carrara, tuttotondo, Chiesa dell'Ordinariato militare, Roma
- Il primo nato nello spazio, 1973, bronzo, bassorilievo, Museo Nazionale Puskin, Mosca
- Toro morente, 1973, bronzo tuttotondo, Palazzo della Città, Zurigo
- La caduta dell'uomo, 1974, bronzo, tuttotondo, Musei Civici di Arte e Storia di Brescia
- Cristo Risorgente, 1975, bronzo, tuttotondo, Cripta dei Vescovi nella Cattedrale di Bergamo
- Selene, 1976, bronzo, tuttotondo, Museo Italo-Americano a San Francisco
- Madonna della campagna, 1977, affresco, chiesa della Valle del Fico, Chiuduno
- L'amore nello spazio, 1977, bronzo, bassorilievo, Museo Ermitage, San Pietroburgo
- Grande Ballerina n.1 e n.2, 1977, bronzo, tuttotondo, Teatro Gaetano Donizetti, Bergamo
- Franca, 1978, busto in bronzo, Museo Nazionale d'Arte Moderna, Roma.

## Mostre personali
Espose la sua produzione artistica in cinque mostre personali:
- 1963, Piccola Galleria U.C.A.I., Brescia
- 1971, Gallery Kusten di Göteborg, Svezia
- 1972, Centro Culturale San Bartolomeo di Bergamo
- 1974, Galleria Ferrari, Treviglio
- 1974, Galleria della Pigns, Roma.

Sono seguite poi le postume:
- dicembre 1978-gennaio 1979, Centro Culturale Il Conventino, Bergamo
- maggio 1981, Locus Gallery, Londra
- agosto-settembre 1981, Centro Culturale Beato P. Berno di Ascona, (Svizzera)
- maggio 1987, Museo Civico, Pinerolo
- maggio 1988, Galleria Lorenzelli, Bergamo
- febbraio-marzo 2003, Associazione Artisti Bresciani (Civici Musei d'arte e di storia di Brescia)
- ottobre-novembre 2008, Cappella San Giuseppe, Chiuduno[11]
- maggio 2015-gennaio 2016, "Maternità" di Piero Brolis e Alberto Meli, Museo d'Arte Contemporanea - Donazione Meli di Luzzana
- maggio-giugno 2023, Piero Brolis. L'immaginazione del femminile,  Palazzo municipale, Sala Virgilio Carbonari, Seriate[12]
- settembre-ottobre 2023, Metafore animali. Nel Bestiario di Piero Brolis,  Sala Manzù, Bergamo[13].